# Gladiatorduva
Gladiatorduva (Trugon terrestris) är en fågel i familjen duvor inom ordningen duvfåglar.

## Utseende och läte
Gladiatorduvan är en stor och kraftig duva med mörk undersida och ljust roströda flanker. På huvudet syns vit kind med en lite huvudtofs i nacken och rött öga. Benen är ljusa och den långa och tjocka näbben har ljus spets. Lätet består av ett regelbundet återgivet flöjtlikt "hoo!", liknat vid ljudet av att blåsa över en tom glasflaska.

## Utbredning och systematik
Arten placeras som enda art i släktet Trugon. Den delas in i tre underarter med följande utbredning:
- Trugon terrestris terrestris – förekommer på Salawati Island och nordvästra Nya Guinea i öster till Geelvink och Etna
- Trugon terrestris mayri – förekommer på norra och centrala Nya Guinea (Mamberamofloden till Humboldt Bay)
- Trugon terrestris leucopareia – förekommer på södra Nya Guinea (Setekwafloden till Milne Bay)

## Levnadssätt
Gladiatorduvan hittas på marken i skogsområden i lågland och lägre bergstrakter. Fågeln skygg och svår att få syn på.  

## Status och hot
Arten har ett stort utbredningsområde, men tros minska i antal, dock inte tillräckligt kraftigt för att den ska betraktas som hotad. Internationella naturvårdsunionen IUCN listar arten som livskraftig (LC).

## Namn
Fågeln kallades tidigare tjocknäbbad markduva på svenska, men fick ett nytt namn eftersom arten inte är särskilt nära släkt med markduvorna i släktena Gallicolumba och Alopecoenas.

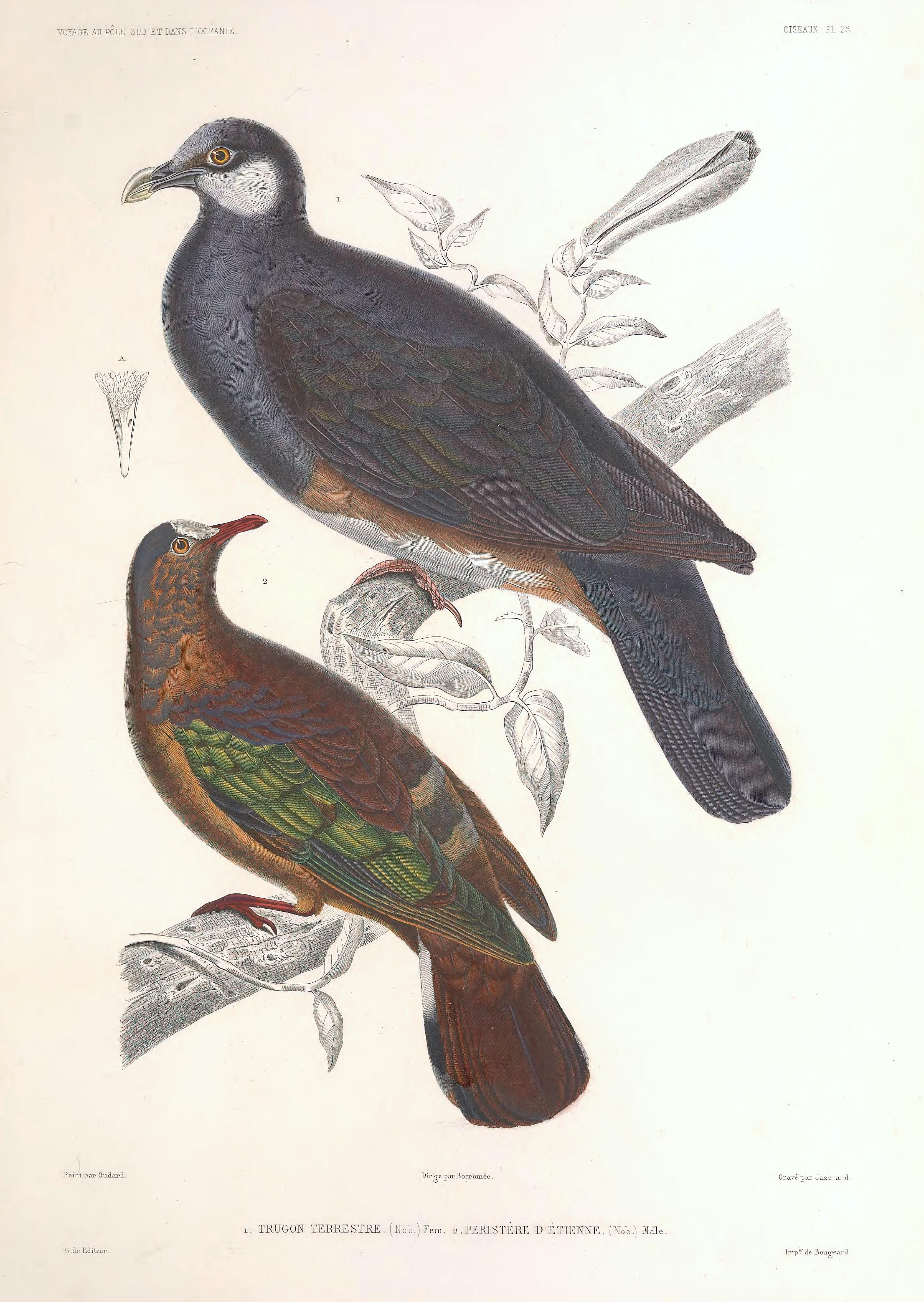